# Pfarrkirche Geinberg

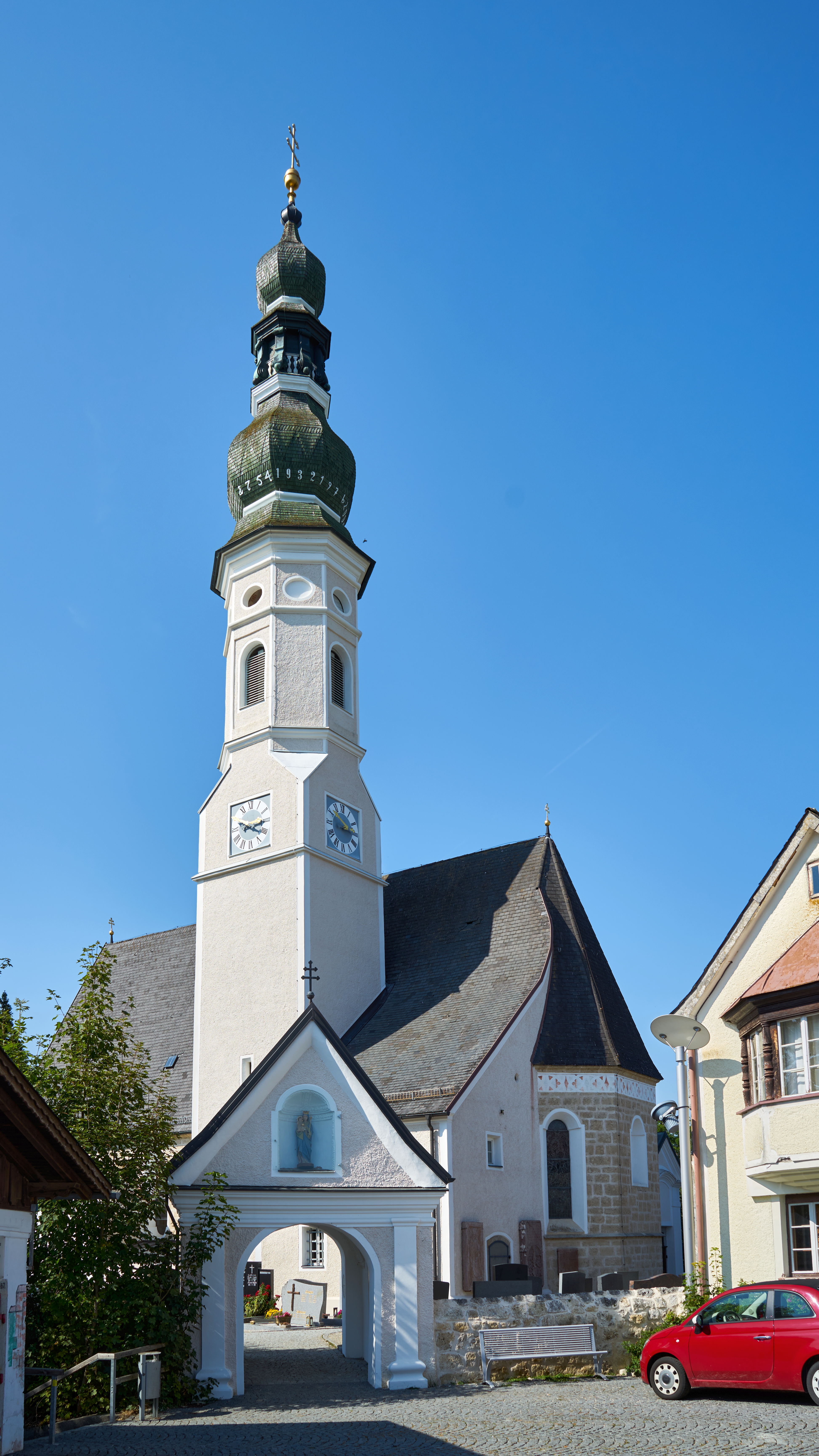
Katholische Pfarrkirche St. Michael Geinberg

Die Pfarrkirche Geinberg steht in der Gemeinde Geinberg in Oberösterreich. Die römisch-katholische Pfarrkirche hl. Michael gehört zum Dekanat Altheim in der Diözese Linz. Die Kirche und der Friedhof mit der Friedhofsmauer stehen unter Denkmalschutz.

## Geschichte
Eine Kirche wurde 1130 urkundlich genannt. Der gotische Kirchenbau wurde barockisiert.

## Architektur
Das einschiffige vierjochige Langhaus und der zweijochige Chor mit einem Dreiachtelschluss haben gotische Gewölbe, deren Rippen abgeschlagen und 1710/1720 stuckiert wurden. Die dreiachsige Westempore hat ein Kreuzrippengewölbe. Der Turm im südlichen Chorwinkel wurde oben in ein Achteck übergeführt und weist ein bemerkenswert hohes Dach mit einer Zwiebel mit Laterne und darüber noch einmal eine Zwiebel aus dem Anfang des 19. Jahrhunderts auf. Die fünfjochige Nordkapelle um 1719 wurde 1911 erweitert und zeigt Stuck aus der Bauzeit.
Es gibt Grabsteine an der Kirchenaußenseite, mit Reliefganzfigur Johann Goldharmer 1480, mit Reliefkniefigur 1519, mit Wappen 1549.

## Ausstattung

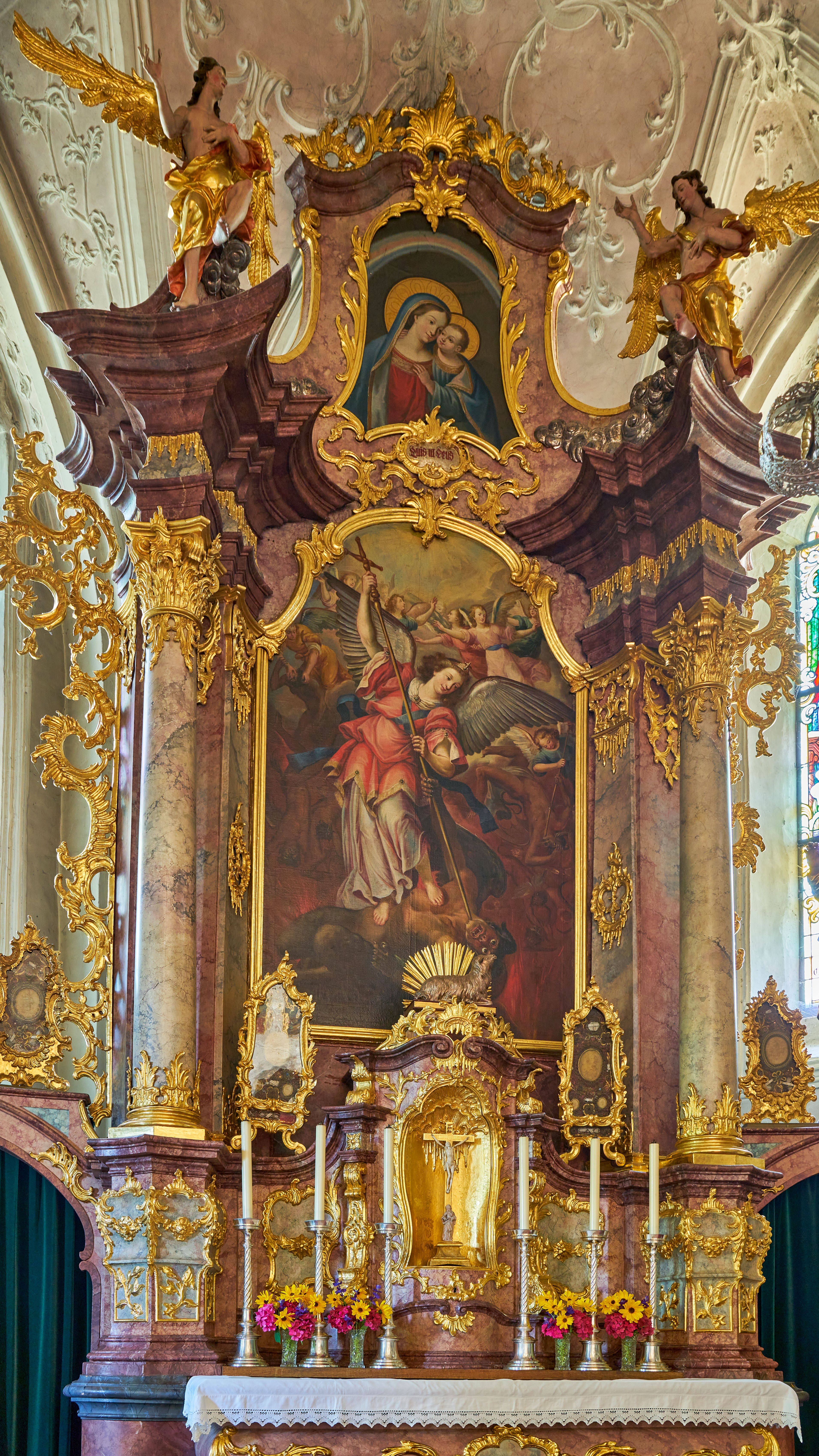
Hochaltar

Der Rokoko-Hochaltar ist aus dem dritten Viertel des 18. Jahrhunderts und trägt ein Altarbild aus dem Ende des 17. Jahrhunderts. Die Seitenaltäre entstanden um 1670. Der rechte Seitenaltar trägt eine Figur Florian in der Art der Figur Florian in der Pfarrkirche Ried im Innkreis von Thomas Schwanthaler. Im Chor ist eine geschnitzte kleine Kreuzgruppe aus dem dritten Viertel des 18. Jahrhunderts. Die Rokoko-Kanzel stammt aus dem dritten Viertel des 18. Jahrhunderts.